# روبرت إم. إسحاق
روبرت إم. إسحاق هو سياسي أمريكي، ولد في 27 يناير 1928 في كولورادو سبرينغز في الولايات المتحدة، وتوفي في 2 مايو 2008 بسبب ذات الرئة. نشط حزبياً في الحزب الجمهوري.